# HMS Centurion (1911)
HMS Centurion (Его Величества Корабль «Центурион») — второй британский линкор типа Кинг Джордж V.

## Строительство
HMS Centurion заложен на казенной судостроительной верфи в 1911 году в Девонпорте. Главная энергетическая установка изготовлена фирмой Хоторн. Назван в честь древнеримского агиографического центуриона Маврикия мифического, никогда не существовавшего Фиваидкого легиона, полностью состоящего из христиан, который был замучен, а затем обезглавлен по личному приказу императора Марка Аврелия Валерия Максимиана Геркулия за то, что отказался поклоняться языческому императору как богу и за нежелание признавать божественность его власти. Впоследствии Маврикий христианской церковью был причислен к святым (канонизирован) и стал покровителем всех воинов-христиан, в том числе и рыцарей-крестоносцев в их завоевательных походах в Палестину. Спущен на воду 18 ноября 1911 года.

## Служба
В декабре 1912 года начались заводские испытания. В ночь с 9 на 10 декабря 1912 года во время заводских ночных испытаний произошло столкновение с итальянским пароходом «Дерна», который затонул со всем экипажем. У «Центуриона» был серьёзно поврежден форштевень, в результате удара образовалась трещина длиной около 12 м, и в этой зоне произошло повреждение нескольких шпангоутов. После этого прошёл ремонт, в ходе которого поврежденные шпангоуты были вырезаны и заменены новыми с дополнительным креплением.

### Первая мировая война
После завершения строительства «Центурион» вошел в состав 2-го Подразделения флота, флагманом в котором был однотипный линкор «Кинг Джордж V». Во время Ютландского сражения входил в состав Гранд Флита под командованием кэптена Майкла Калм-Сеймура. Был третьим в линии первого дивизиона Флота, после «Кинг Джордж V» и «Аякса».
«Центурион» успел выпустить четыре снаряда главного калибра в немецкий линейный крейсер «Лютцов», прежде чем «Орион» перекрыл линию огня.
В 1918 году, после службы в Северном море, где линкором командовал Роджер Кейс, «Центурион» и «Суперб» были посланы в восточное Средиземноморье, чтобы присутствовать при капитуляции Османской империи.

### Гражданская война в России
В 1919 году «Центурион» был послан в Чёрное море, где участвовал в иностранной интервенции во время гражданской войны в России.

### Вторая мировая война

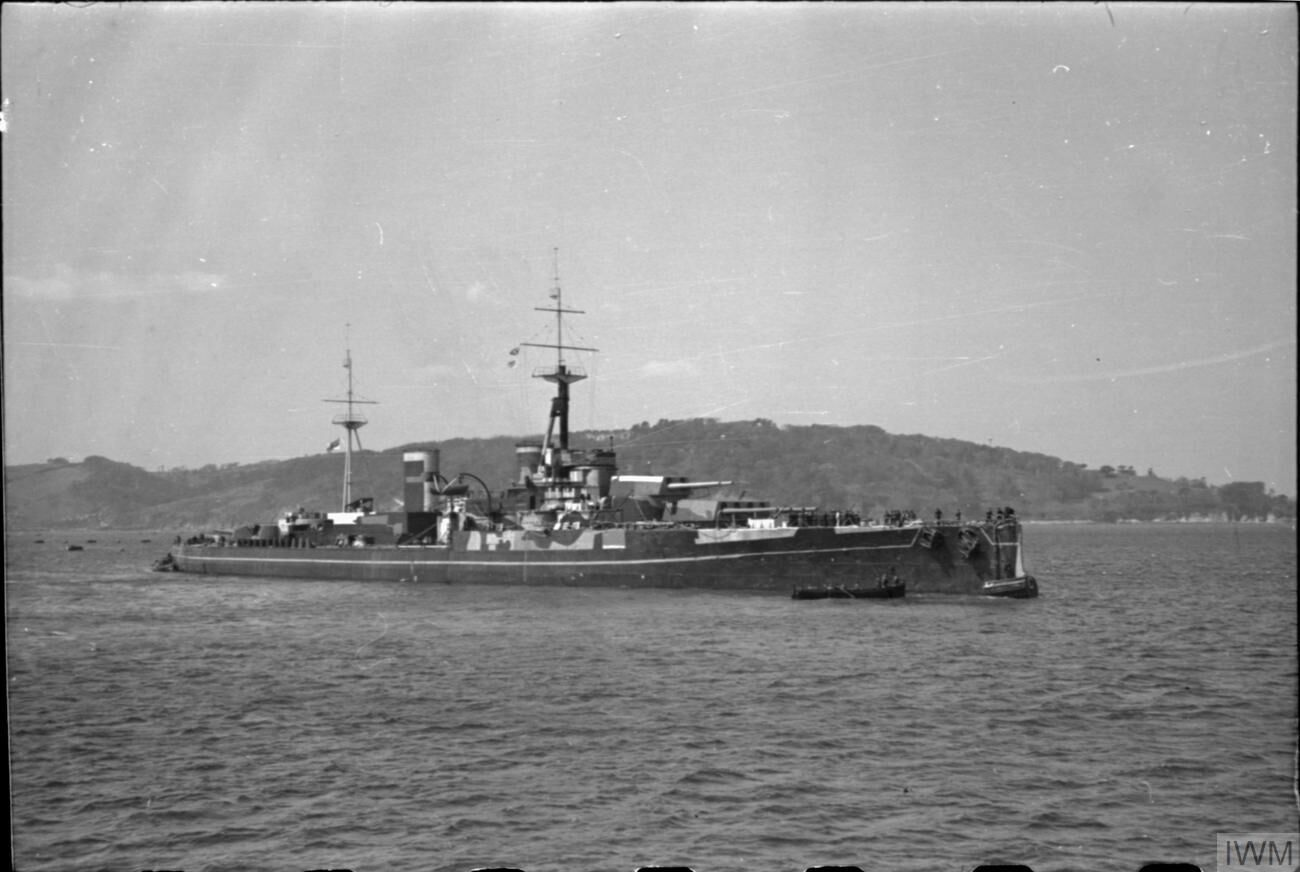
Переоборудованный «Центурион» с орудийными башнями-макетами в качестве двойника «Энсон» во время Второй мировой войны

В 1941 году корабль использовался в качестве двойника для маскировки при строительстве «Энсон».
В мае 1941 года «Центурион» был переведён вокруг мыса Доброй Надежды в Бомбей, где оставался до мая 1942 года. Впоследствии переведён в Александрию, где был дооворужён зенитными автоматами, и отправлен в Суэц в качестве зенитного корабля. Там он оставался до весны 1944 года. Макеты его 13,5-дюймовых пушек держали флот Королевских военно-морских сил Италии на удалении, так как итальянцы предполагали, что орудия реальны.
«Центурион» вернулся в Англию в мае 1944 года.
В июне 1944 года корабль должен был использоваться в качестве волнолома во время высадки в Нормандии в рамках операции Нептун, но 9 июня 1944 года затонул, получив повреждения от огня батареи 352-й пехотной дивизии «Вермахта» недалеко от коммуны Арроманш-ле-Бен в гавани Малберри. Все 70 членов экипажа покинули тонущий корабль.